# Lars Larsson (målare)
Lars Erik Larsson, född 3 mars 1912 i Maria Magdalena församling, Stockholm, död 17 juli 1971 i Storkyrkoförsamlingen, Stockholm, var en svensk konstnär.
Han var son till fabrikören Mauritz Larsson och Maria Eriksson och gift med Lill-Britt Marker. Larsson studerade vid Otte Skölds målarskola i Stockholm och genom självstudier på resor till Frankrike. Separat ställde han ut på Rålambshof konstsalong 1943 och på Galerie Moderne 1953. Han medverkade i samlingsutställningar på Liljevalchs konsthall samt i ett flertal samlingsutställningar på landsorten. Hans konst består av interiörer, modeller, stilleben, Stockholmsutsikter och landskap med stranddyner från Fårö. Larsson är representerad vid Nationalmuseum, Stockholm.